# Liste der Naturdenkmale in Lößnitz (Erzgebirge)
Die Liste der Naturdenkmale in Lößnitz (Erzgebirge) nennt die Naturdenkmale in Lößnitz im sächsischen Erzgebirgskreis.

## Definition
„Naturdenkmäler sind rechtsverbindlich festgesetzte Einzelschöpfungen der Natur oder entsprechende Flächen bis zu fünf Hektar, deren besonderer Schutz erforderlich ist
1. aus wissenschaftlichen, naturgeschichtlichen oder landeskundlichen Gründen oder
2. wegen ihrer Seltenheit, Eigenart oder Schönheit.“

„§ 18 – Naturdenkmäler – (zu § 28 BNatSchG)
(1) Die Erklärung nach § 22 Abs. 1 BNatSchG von Teilen von Natur und Landschaft als Naturdenkmal erfolgt durch Rechtsverordnung oder Einzelanordnung.
(2) Über § 28 Abs. 1 BNatSchG hinaus können Naturdenkmäler zur Sicherung von Lebensgemeinschaften oder Lebensstätten von im Bestand gefährdeten oder streng geschützten Arten festgesetzt werden.“

## Liste
Link zu einem Kartenansichtstool, um Koordinaten zu setzen.
| Bild                          | Bezeichnung                     | Lage                                           | Beschreibung                                                                     | Datum                                                      | Nummer     |
| ----------------------------- | ------------------------------- | ---------------------------------------------- | -------------------------------------------------------------------------------- | ---------------------------------------------------------- | ---------- |
| BW                            | Fuchsbrunnen                    | Dittersdorf (50° 35′ 52,1″ N, 12° 46′ 54,5″ O) | Fläche: ca. 764 m² Teil des FFH-Gebiets „Kuttenbach, Moosheide und Vordere Aue“. | Beschluss des Rates des Kreises Aue Nr. 104 vom 18.10.1984 | 364.23-151 |
| mehr Fotos \| Fotos hochladen | Gehölz mit Schieferbruch        | Dittersdorf (50° 37′ 27,8″ N, 12° 46′ 15,1″ O) | Fläche: ca. 11197 m²                                                             | Beschluss des Rates des Kreises Aue vom 08.03.1979         | 364.23-152 |
| mehr Fotos \| Fotos hochladen | Gehölzhang Dittersdorf          | Dittersdorf (50° 37′ 16,3″ N, 12° 45′ 18,5″ O) | Fläche: ca. 710 m²                                                               | Beschluss des Rates des Kreises Aue Nr. 142 vom 04.12.1975 | 364.23-153 |
| mehr Fotos \| Fotos hochladen | Gehölzhang Dittersdorf          | Dittersdorf (50° 37′ 16,8″ N, 12° 45′ 24,3″ O) | Fläche: ca. 810 m²                                                               | Beschluss des Rates des Kreises Aue Nr. 142 vom 04.12.1975 | 64.23-153  |
| mehr Fotos \| Fotos hochladen | Gehölzhang Dittersdorf          | Dittersdorf (50° 37′ 17,5″ N, 12° 45′ 27,7″ O) | Fläche: ca. 957 m²                                                               | Beschluss des Rates des Kreises Aue Nr. 142 vom 04.12.1975 | 364.23-153 |
| mehr Fotos \| Fotos hochladen | Gehölzhang Dittersdorf          | Dittersdorf (50° 37′ 17,7″ N, 12° 45′ 29,4″ O) | Fläche: ca. 143 m²                                                               | Beschluss des Rates des Kreises Aue Nr. 142 vom 04.12.1975 | 364.23-153 |
| BW                            | Graptolithenschiefer des Silurs | Affalter (50° 39′ 0,7″ N, 12° 46′ 52,5″ O)     | Fläche: ca. 5554 m²                                                              | Beschluss des Rates des Kreises Aue vom 08.03.1979         | 364.23-154 |
| mehr Fotos \| Fotos hochladen | Schiefer Bruch Bartakloch       | Lößnitz (50° 37′ 49,1″ N, 12° 45′ 29,6″ O)     | Fläche: ca. 27378 m²                                                             | Beschluss des Rates des Kreises Aue Nr. 104 vom 18.10.1984 | 364.23-155 |
| mehr Fotos \| Fotos hochladen | Ufergehölze Hintere Aue         | Lößnitz (50° 37′ 28,5″ N, 12° 45′ 55,1″ O)     | Fläche: ca. 7896 m²                                                              | Beschluss des Rates des Kreises Aue Nr. 104 vom 18.10.1984 | 364.23-297 |
| mehr Fotos \| Fotos hochladen | Einheitseiche                   | Lößnitz (50° 38′ 45,9″ N, 12° 45′ 31,7″ O)     |                                                                                  |                                                            |            |
| mehr Fotos \| Fotos hochladen | Kaiser-Wilhelm-Linde            | Lößnitz (50° 38′ 35,4″ N, 12° 45′ 19,4″ O)     |                                                                                  |                                                            |            |
| mehr Fotos \| Fotos hochladen | Kuttenbuche                     | Lößnitz (50° 35′ 47″ N, 12° 44′ 55,3″ O)       |                                                                                  |                                                            |            |